# Астраханская митрополия
Астраха́нская митропо́лия — митрополия Русской православной церкви, образованная в пределах Астраханской области. Объединяет Астраханскую и Ахтубинскую епархии.

## История
Основана решением Священного Синода от 12 марта 2013. Главой митрополии назначен правящий архиерей Астраханской епархии.

### Митрополиты
- Иона (Карпухин) (12 марта 2013 — 15 июля 2016)
- Никон (Фомин) (с 15 июля 2016)

## Епархии

### Астраханская епархия
Территория: городской округ Астрахань; Володарский, Икрянинский, Камызякский, Лиманский, Приволжский районы.

### Ахтубинская епархия
Территория: Ахтубинский, Енотаевский, Красноярский, Наримановский, Харабалинский и Черноярский районы, а также закрытое административно-территориальное образование город Знаменск.
Правящий епископ — епископ Матфей (Самкнулов)
Площадь — 36 770 км², население — 240 тыс. чел.